# Stylogaster
Genre
Synonymes
- Stylomyia Westwood, 1851
- Ptychoproctus Bigot, 1859

Stylogaster est un genre d'insectes diptères brachycères de la famille des Conopidae. L'espèce-type du genre est Stylogaster stylata.
Le comportement d'une grande partie des espèces de Conopidae est inconnu ; pour celles dont il a été étudié, la larve est obligatoirement endoparasite d'autres insectes. Certaines espèces Stylogaster ont pour habitude unique d’accompagner les raids de fourmis légionnaires afin d'inoculer leurs œufs sur les insectes fuyards, principalement des diptères, des blattes ou des orthoptères. Les adultes, quant à eux, sont floricoles.
Les 125 espèces du genre Stylogaster ont une distribution quasiment exclusivement néotropicales (73 espèces) et afrotropicales (42, dont 25 endémiques de Madagascar) à l'exception de 4 espèces en écozone australasienne, 4 indomalaises, 4 néarctiques et 1 paléarctique. Il a également été découvert une espèce fossile dans de l'ambre dominicaine : †Stylogaster grimaldii. Les Stylogaster sont probablement originaires des néotropiques et se sont ensuite dispersés en afrotropiques et au-delà ; les autres Conopidae étant probablement originaires de l'hémisphère nord.
Étymologiquement, stylogaster provient du latin stilus (tige pointue, épieu) et d'une altération latine du grec ancien γαστήρ « gastêr » (ventre), rappelant la morphologie caractéristique de l'ovipositeur des femelles. 

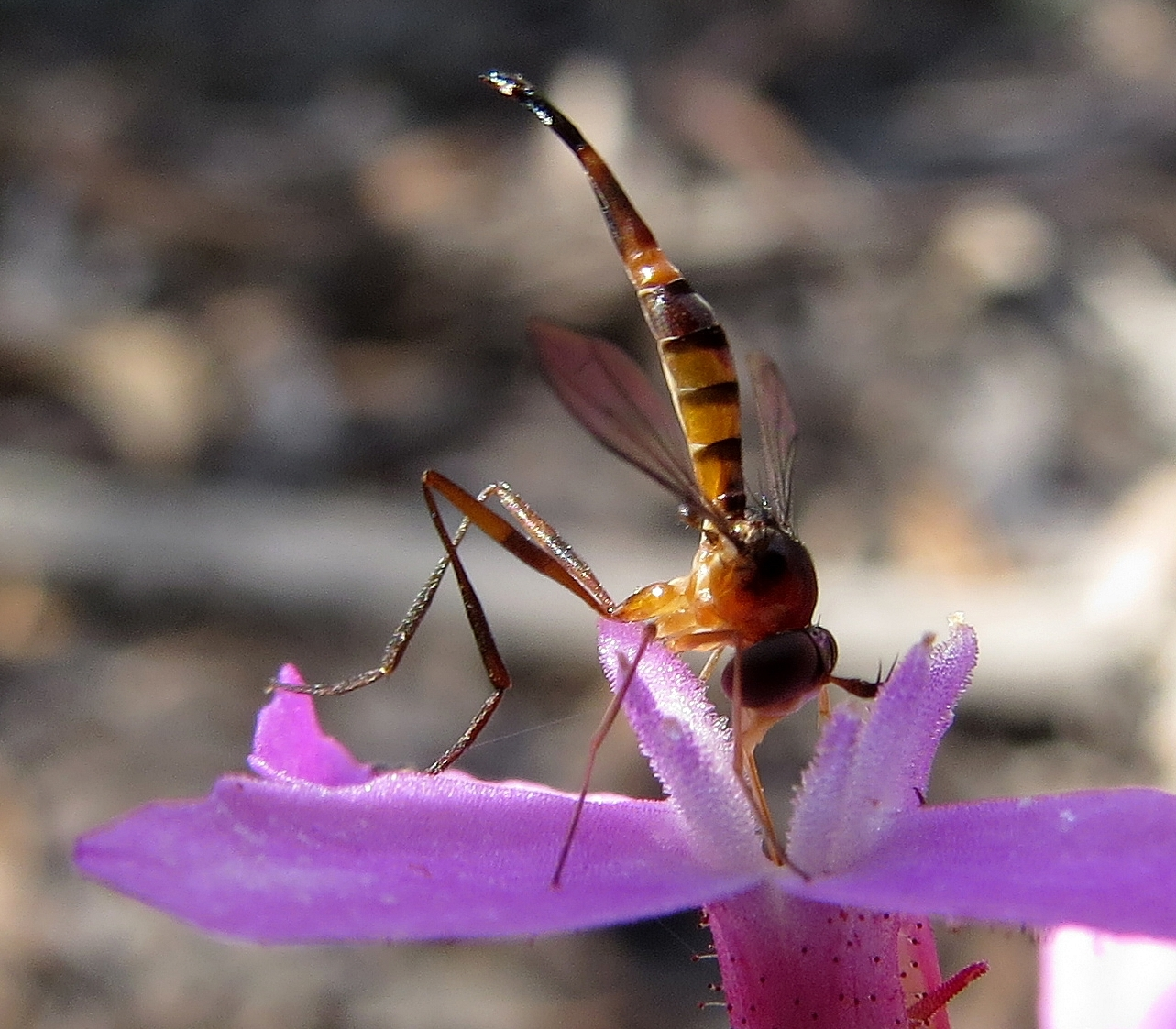
Stylogaster macalpini (Parc national Deua, Nouvelle-Galles du Sud, Australie)
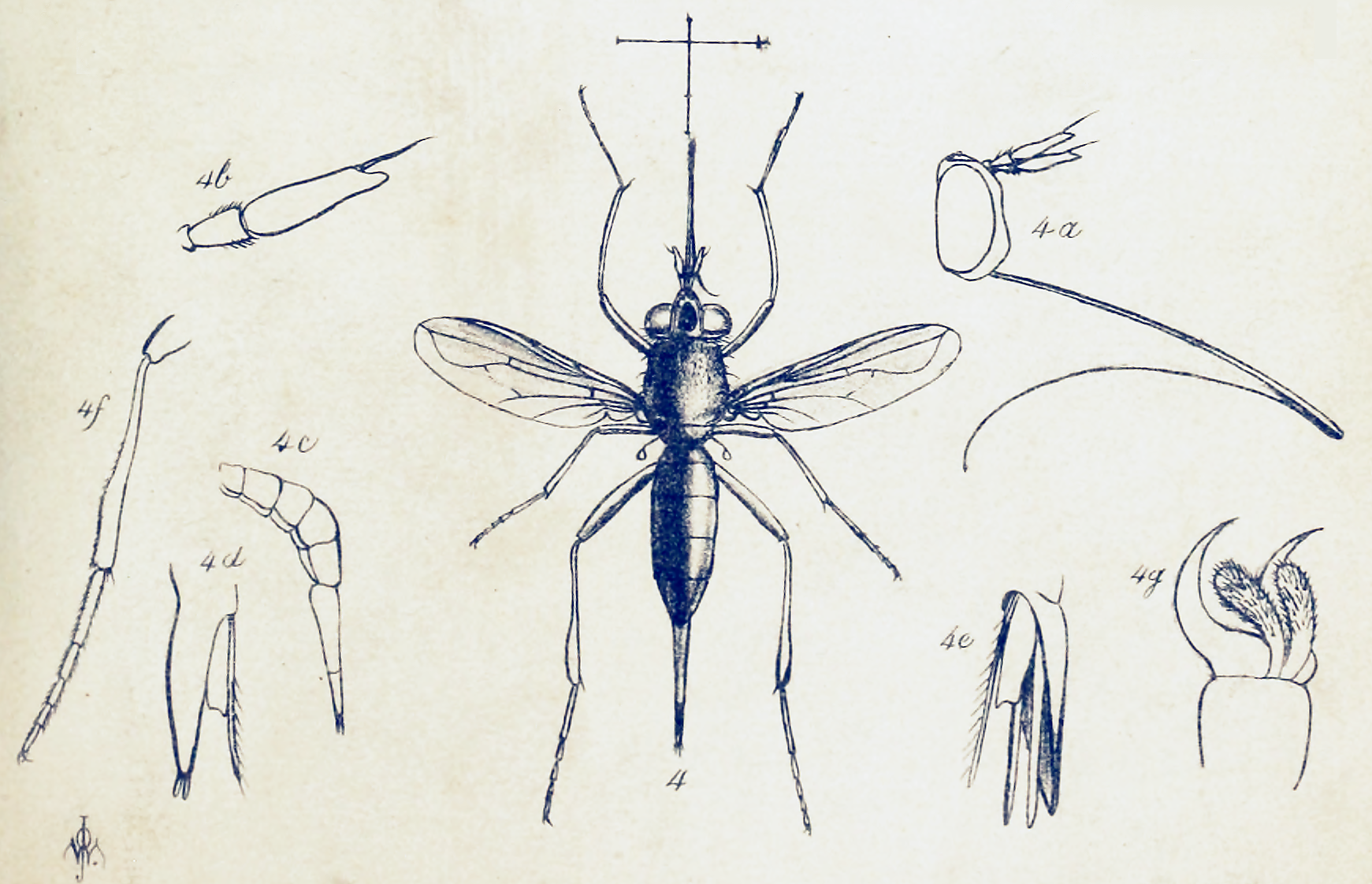
Stylogaster leonum
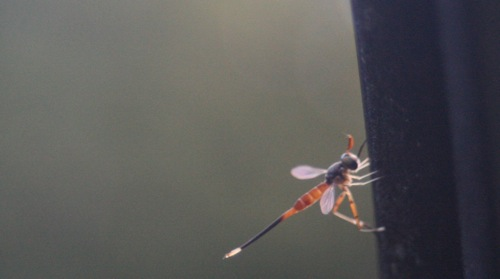
Stylogaster neglecta - Tennessee, USA
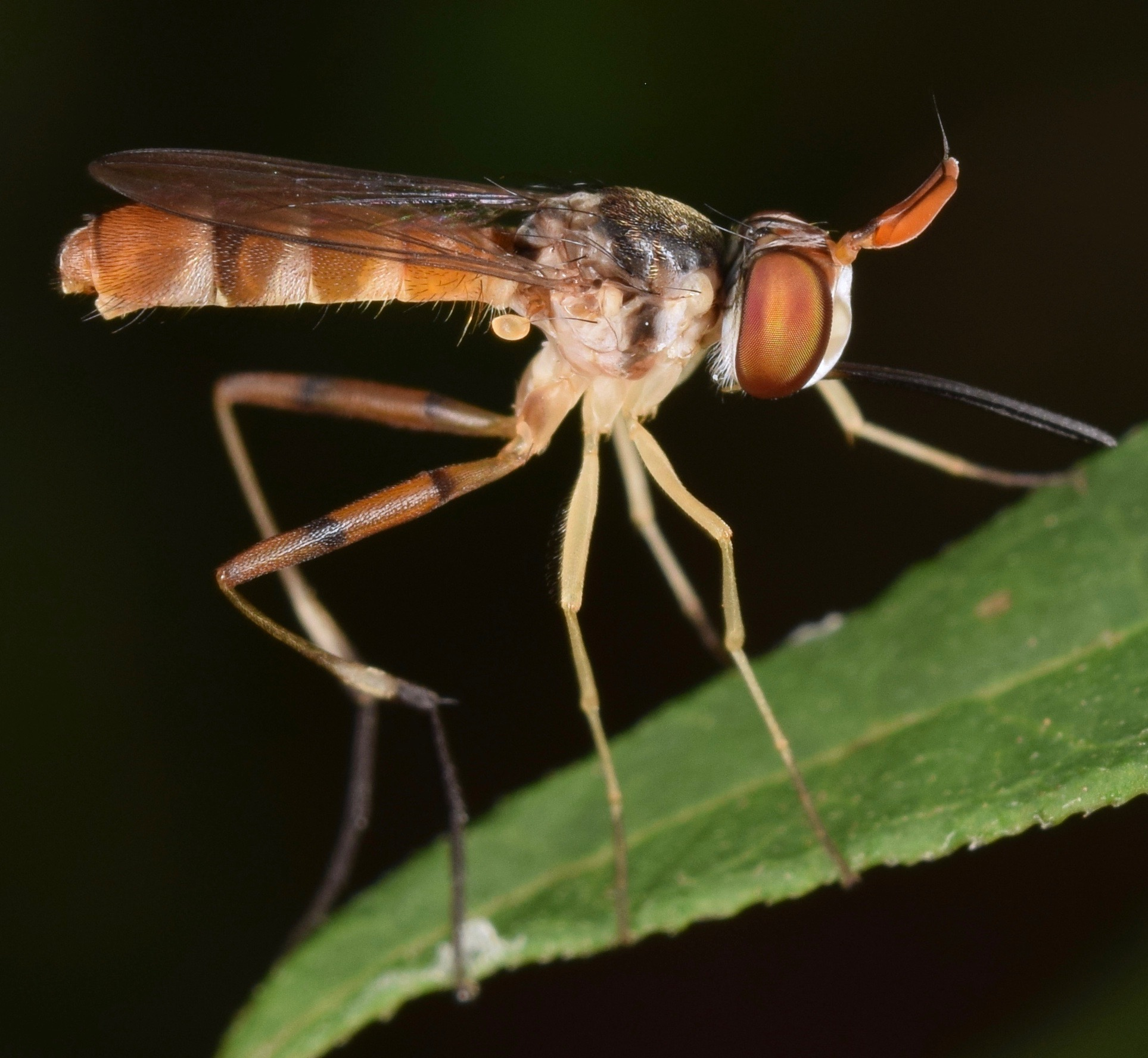
Stylogaster neglecta (mâle) - Georgie, USA

## Ensemble des espèces

### Les Stylogaster néotropicaux
Selon Stuke :
- Stylogaster abdominalis Kröber, 1914 (Bolivie, Colombie, Équateur, Pérou)
- Stylogaster aldrichi Camras & Parillo, 1985 (Costa-Rica, Équateur, Panama, Vénézuéla)
- Stylogaster alvarengai Lopes, 1972 (Brésil)
- Stylogaster amapaensis Monteiro, 1960 (Brésil)
- Stylogaster amazonasi Camras, 1963 (Brésil)
- Stylogaster apicalis Aldrich, 1930 (Costa-Rica, Honduras, Panama)
- Stylogaster australis Lopes, 1937 (Brésil)
- Stylogaster banksi Aldrich, 1930 (Brésil, Costa-Rica, Panama, Équateur, Pérou)
- Stylogaster beresfordi Burt, Skevington & Rocha 2014 (Mexique, USA)
- Stylogaster biannulata (Say, 1823) (Brésil, Mexique, néarctique)
- Stylogaster brasilia Camras & Parrillo, 1985 (Brésil)
- Stylogaster breviventris Aldrich, 1930 (Brésil, Équateur, Guyana, Pérou)
- Stylogaster costaricae Camras & Parrillo, 1985 (Costa-Rica)
- Stylogaster ctenitarsa Camras & Parillo, 1996 (Brésil)
- Stylogaster currani Aldrich, 1930 (Costa-Rica, Équateur, Panama, Pérou)
- Stylogaster decorata Aldrich, 1930 (Bolivie, Colombie, Brésil, Costa-Rica, Équateur, Guyana, Mexique, Panama, Pérou)
- Stylogaster dispar Camras & Parrillo, 1985 (Brésil, Équateur, Guyane française, Pérou)
- Stylogaster elongata Camras, 1963 (Équateur)
- Stylogaster fasciata Aldrich, 1930 (Costa-Rica, Guyana)
- Stylogaster fidelis Monteiro, 1960 (Brésil, Pérou, Vévézuela)
- Stylogaster fluminensis Rocha & Mello-Patiou, 2009 (Brésil)
- Stylogaster geijskesi Curran, 1942 (Colombie, Surinam)
- † Stylogaster grimaldii Rocha, Burt, Mello-Patiou & Skevington, 2015 (ambre de la République Dominicaine)
- Stylogaster hirta Camras & Parrillo, 1985 (Brésil)
- Stylogaster hirticosta Camras & Parrillo, 1985 (Vénézuéla)
- Stylogaster hirtinervis Lopes & Monteiro, 1959 (Brésil)
- Stylogaster horvathi Szilády, 1926 (Brésil, Costa-Rica, Guatémala, Honduras, Jamaïque, Nicaragua, Panama)
- Stylogaster hugoi Rocha & Mello-Patiu, 2012 (Brésil)
- Stylogaster inca Camras & Parrillo, 1985 (Guyane française, Pérou)
- Stylogaster indistincta Aldrich, 1930 (Brésil, Colombie, Costa-Rica, Guatémala, Panama, Pérou)
- Stylogaster intermedia Camras & Parrillo, 1985 (Brésil, Costa-Rica)
- Stylogaster iviei Camras, 1992 (République Dominicaine)
- Stylogaster jactata Lopes & Monteiro, 1959 (Bolivie, Brésil, Pérou)
- Stylogaster latipes Camras & Parrillo, 1985 (Équateur)
- Stylogaster lepida Lopes & Monteiro, 1959 (Bolivie, Brésil)
- Stylogaster longicornis Lopes, 1937 (Brésil, Équateur, Pérou)
- Stylogaster longispina Camras & Parrillo, 1985 (Bolivie, Brésil, Costa-Rica, Pérou)
- Stylogaster lopesi Camras, 1957 (Brésil)
- Stylogaster macrura Lopes, 1938 (Brésil)
- Stylogaster maculifrons Camras & Parrillo, 1985 (Pérou)
- Stylogaster magna Camras & Parrillo, 1985 (Costa-Rica)
- Stylogaster minuta Townsend, 1897 (Colombie, Costa-Rica, Équateur, Guatémala, Honduras, Mexique, Panama, Pérou, Vénézuéla)
- Stylogaster murielae Camras, 1967 (Équateur)
- Stylogaster neglecta Williston, 1883 (Mexique et néartiques)
- Stylogaster nigricoxa Camras, 1967 (Costa-Rica, Panama)
- Stylogaster nigrifrons Lopes, 1937 (Brésil)
- Stylogaster ornatipes Kröber, 1914 (Brésil, Costa-Rica)
- Stylogaster paradecorata Camras & Parrillo, 1985 (Brésil, Colombie, Costa-Rica, Équateur, Guyana, Pérou)
- Stylogaster parrilloi Camras, 2004 (Costa-Rica)
- Stylogaster penai Camras & Parrillo, 1985 (Équateur)
- Stylogaster peruviana Aldrich, 1930 (Brésil, Équateur, Pérou)
- Stylogaster petersoni Camras & Parrillo, 1985 (Mexique)
- Stylogaster pilosa Lopes & Monteiro, 1959 (Brésil)
- Stylogaster planitarsis Rocha & Mello-Patiu, 2012 (Brésil)
- Stylogaster plumidecorata Camras & Parillo, 1985 (Brésil, Pérou)
- Stylogaster rafaeli Camras & Parillo, 1996 (Brésil)
- Stylogaster rectinervis Aldrich, 1930 (Brésil, Colombie, Costa-Rica, Équateur, Guyane française, Guyana, Pérou)
- Stylogaster rettenmeyeri Camras, 1967 (Costa-Rica)
- Stylogaster rufa Camras & Parrillo, 1985 (Brésil, Pérou)
- Stylogaster schlingeri Camras & Parrillo, 1985 (Colombie)
- Stylogaster sedmani Camras & Parrillo, 1985 (Mexique)
- Stylogaster shannoni Lopes & Monteiro, 1959 (Brésil)
- Stylogaster sinaloae Camras, 1989 (Mexique)
- Stylogaster smithiana Lopes, 1971 (Équateur, Guyana, Pérou, Trinidad)
- Stylogaster souzai Monteiro, 1960 (Brésil)
- Stylogaster souzalopesi Camras, 1989 (Brésil)
- Stylogaster speciosa Aldrich, 1930 (Panama, Trinidad)
- Stylogaster stylata (Fabricius, 1805) (Argentine, Brésil, Colombie, Équateur, Guyane française, Panama, Paraguay et néartique)
- Stylogaster stylosa Townsend, 1897 (Brésil, Costa-Rica, Guatémala, Honduras, Mexique, Panama, Pérou)
- Stylogaster tarsata Lopes, 1937 (Brésil, Cota-Rica)
- Stylogaster tarsia Camras & Parrillo, 1985 (Équateur)
- Stylogaster tibialis Camras & Parrillo, 1985 (Panama)
- Stylogaster triannulata Camras & Parrillo, 1985 (Costa-Rica, Panama)

### Les Stylogaster néarctiques
Selon Stuke :
- Stylogaster beresfordi Burt, Skevington & Rocha 2014 (Arizona, Nouveau Mexique et Mexique)
- Stylogaster biannulata (Say, 1823) (Canada, USA et néotropiques)
- Stylogaster neglecta Williston, 1883 (Canada, USA et Mexique)
- Stylogaster stylata (Fabricius, 1805) (USA et néotropiques)

### Les Stylogaster afrotropicaux
Selon Stuke,, :
- Stylogaster acanthocercus Stuke, 2012 (Madagascar)
- Stylogaster amplicercus Stuke, 2012 (Madagascar)
- Stylogaster angolensis Stuke, 2015 (Angola)
- Stylogaster camrasi Stuckenberg, 1963 (Madagascar)
- Stylogaster clementsi Stuke, 2012 (Madagascar)
- Stylogaster complexa (Bigot, 1859) (Afrique du Sud)
- Stylogaster copelandi Stuke, 2012 (Kenya)
- Stylogaster cryptica Stuke, 2015 (Éthiopie)
- Stylogaster fanjae Stuke, 2012 (Madagascar)
- Stylogaster fianarantsoensis Stuke, 2015 (Madagascar)
- Stylogaster frontalis Kröber, 1914 (RDC, Ouganda)
- Stylogaster hauseri Stuke, 2012 (Madagascar)
- Stylogaster hirsutifemora Stuke, 2012 (Madagascar)
- Stylogaster irwini Stuke, 2012 (Madagascar)
- Stylogaster ivindoensis Stuke, 2015 (Gabon)
- Stylogaster kakamegensis Stuke, 2012 (Kenya)
- Stylogaster kenyensis Stuke, 2012 (Kenya)
- Stylogaster kirkspriggsi Stuke, 2012 (Afrique du Sud)
- Stylogaster kroeberi Stuke, 2012 (Madagascar)
- Stylogaster latifrons Stuke, 2012 (Madagascar)
- Stylogaster leonum (Westwood, 1851) (Cameroun, République d'Afrique centrale, RDC, Congo, Ghana, Nigeria, Sierra Leone, Afrique du Sud, Ouganda)
- Stylogaster malaisei Stuke, 2015 (Madagascar)
- Stylogaster malgachensis Camras, 1962 (Madagascar)
- Stylogaster nilssoni Smith, 1984 (Madagascar)
- Stylogaster nitens Brunetti, 1925 (Burundi, RDC, Ghana, Malawi, Afrique du Sud, Ouganda)
- Stylogaster obscurinotum Kröber, 1936 (Burundi, RDC, Rwanda)
- Stylogaster occulta Stuke, 2015 (Burundi, RDC)
- Stylogaster parkeri Stuke, 2012 (Madagascar)
- Stylogaster pauliana Camras, 1962 (Madagascar)
- Stylogaster pseudofanjae Stuke, 2012 (Madagascar)
- Stylogaster ranomafanensis Stuke, 2012 (Madagascar)
- Stylogaster rinhaii Stuke, 2012 (Madagascar)
- Stylogaster rwenzorensis Stuke, 2015 (RDC)
- Stylogaster schachti Stuke, 2012 (Madagascar)
- Stylogaster seguyi Camras, 1962 (Madagascar)
- Stylogaster seyrigi Séguy, 1932 (Madagascar)
- Stylogaster smithi Stuke, 2012 (Madagascar)
- Stylogaster spinicercus Stuke, 2012 (Madagascar)
- Stylogaster stuckenbergi Stuke, 2012 (Madagascar)
- Stylogaster tanzaniensis Stuke, 2015 (Tanzanie)
- Stylogaster varifrons Malloch, 1930 (République d'Afrique centrale, RDC, Kenya, Malawi, Ouganda, Zimbabwé)
- Stylogaster westwoodi Smith, 1967 (Brundi, Cameroun, RDC, Kenya, Malawi, Nigéria, Afrique du Sud, Tanzanie, Ouganda,Zambie, Zimbabwé)

### Les Stylogaster indomalais et paléarctique
Selon Stuke :
- Stylogaster bakeri Bezzi, 1916 (Philippines)
- Stylogaster crosskeyi Smith, 1966 (Indonésie, Papouasie-Nouvelle Guinée)
- Stylogaster orientalis Brunetti, 1923 (Inde et Sri-Lanka)
- Stylogaster sinicus Yang, 1995 (Chine)
- Stylogaster wyatti Stuke, 2006 (Malaisie)

### Les Stylogaster australasiens
Selon Stuke et Schneider
- Stylogaster frauci Smith, 1979 (Queensland)
- Stylogaster liepae Smith, 1979 (Nouvelle Galles du Sud)
- Stylogaster macalpini Smith, 1979 (Nouvelle Galles du Sud et Queensland)
- Stylogaster papuana Kröber, 1940 (Papouasie-Nouvelle Guinée)